# Natació als Jocs Olímpics d'Estiu de 1932 - 400 metres lliures masculins
Els 400 metres lliures masculins va ser una de les onze proves de natació que es disputaren als Jocs Olímpics d'Estiu de Los Angeles de 1932. La competició es disputà entre el 8 i el 10 d'agost de 1932. Hi van prendre part 19 nedadores procedents de 10 països.

## Medallistes
| Or                  | Plata            | Bronze                |
| Buster Crabbe (USA) | Jean Taris (FRA) | Tsutomu Ōyokota (JPN) |

## Rècords
Aquests eren els rècords del món i olímpic que hi havia abans de la celebració dels Jocs Olímpics de 1932.
| Rècord del Món | 4' 47.0" | Jean Taris       | París (FRA)     | 16 d'abril de 1931 |
| Rècord Olímpic | 5' 01.6" | Alberto Zorrilla | Amsterdam (NED) | 9 d'agost de 1928  |

En la primera sèrie Takashi Yokoyama va establir un nou rècord olímpic amb un temps de 4' 53.2". Ell mateix va millorar el rècord en semifinals en parar el temps en 4' 51.4". En la final Buster Crabbe fou el que aconseguí millorar el rècord olímpic amb un temps de 4' 48.4".

## Resultats

### Sèries
Es van disputar el dilluns 8 d'agost de 1932. Els dos millors nedadors de cada sèrie i el millor tercer passaven a les semifinals.
Sèrie 1
| Posició | Nedador                | Temps  | Qual. |
| ------- | ---------------------- | ------ | ----- |
| 1       | Takashi Yokoyama (JPN) | 4:53.2 | QQ OR |
| 2       | James Gilhula (USA)    | 4:53.3 | QQ    |
| 3       | George Burrows (CAN)   | 5:28.9 |       |

Sèrie 2
| Posició | Nedador                 | Temps  | Qual. |
| ------- | ----------------------- | ------ | ----- |
| 1       | Buster Crabbe (USA)     | 4:59.8 | QQ    |
| 2       | Noboru Sugimoto (JPN)   | 5:00.2 | QQ    |
| 3       | Norman Wainwright (GBR) | 5:12.0 |       |
| 4       | Ignacio Gutiérrez (MEX) | 5:29.1 |       |

Sèrie 3
| Posició | Nedador               | Temps  | Qual. |
| ------- | --------------------- | ------ | ----- |
| 1       | Boy Charlton (AUS)    | 4:59.8 | QQ    |
| 2       | Paolo Costoli (ITA)   | 5:06.7 | QQ    |
| 3       | Walter Spence (CAN)   | 5:10.0 | qq    |
| 4       | Gyula Kánásy (HUN)    | 5:40.8 |       |
| 5       | Manuel Villegas (MEX) | 5:54.2 |       |

Sèrie 4
| Posició | Nedador                 | Temps  | Qual. |
| ------- | ----------------------- | ------ | ----- |
| 1       | Jean Taris (FRA)        | 4:53.3 | QQ    |
| 2       | Giuseppe Perentin (ITA) | 5:09.1 | QQ    |
| 3       | Bob Leivers (GBR)       | 5:14.6 |       |
| 4       | Nalin Malik (IND)       | 5:59.0 |       |

Sèrie 5
| Posició | Nedador               | Temps  | Qual. |
| ------- | --------------------- | ------ | ----- |
| 1       | Noel Ryan (AUS)       | 5:01.9 | QQ    |
| 2       | Tsutomu Ōyokota (JPN) | 5:06.3 | QQ    |
| 3       | George Larson (CAN)   | 5:20.1 |       |

### Semifinals
Es van disputar el dimecres 10 d'agost de 1932. Els tres millors nedadors de cada sèrie passaven a la final.
Semifinal 1
| Posició | Nedador                | Temps  | Qual. |
| ------- | ---------------------- | ------ | ----- |
| 1       | Takashi Yokoyama (JPN) | 4:51.4 | QQ OR |
| 2       | Jean Taris (FRA)       | 4:52.3 | QQ    |
| 3       | Tsutomu Ōyokota (JPN)  | 4:52.8 | QQ    |
| 4       | James Gilhula (USA)    | 4:55.4 |       |
| 5       | Noel Ryan (AUS)        | 4:59.7 |       |
| 6       | Paolo Costoli (ITA)    | 5:06.0 |       |

Semifinal 2
| Posició | Nedador                 | Temps  | Qual. |
| ------- | ----------------------- | ------ | ----- |
| 1       | Buster Crabbe (USA)     | 4:52.7 | QQ    |
| 2       | Noboru Sugimoto (JPN)   | 4:59.0 | QQ    |
| 3       | Boy Charlton (AUS)      | 5:02.1 | QQ    |
| 4       | Giuseppe Perentin (ITA) | 5:10.5 |       |
| 5       | Walter Spence (CAN)     | 5:15.6 |       |

### Final
Es va disputar el dimecres 10 d'agost de 1932.
| Posició | Nedador                | Temps     |
| ------- | ---------------------- | --------- |
| 1       | Buster Crabbe (USA)    | 4:48.4 OR |
| 2       | Jean Taris (FRA)       | 4:48.5    |
| 3       | Tsutomu Ōyokota (JPN)  | 4:52.3    |
| 4       | Takashi Yokoyama (JPN) | 4:52.5    |
| 5       | Noboru Sugimoto (JPN)  | 4:56.1    |
| 6       | Boy Charlton (AUS)     | 4:58.6    |